# Diócesis suburbicaria de Sabina-Poggio Mirteto
La diócesis suburbicaria de Sabina-Poggio Mirteto, sede suburbicaria de Sabina-Poggio Mirteto o diócesis de Sabina-Poggio Mirteto (en latín: Dioecesis Sabinensis-Mandelensis y en italiano: Diocesi suburbicaria di Sabina-Poggio Mirteto) es una circunscripción eclesiástica de la Iglesia católica en Italia. Se trata de una sede suburbicaria latina, sufragánea de la diócesis de Roma. Desde el 10 de junio de 2011 su obispo es Ernesto Mandara y su título cardenalicio pertenece al cardenal Giovanni Battista Re.

## Territorio y organización

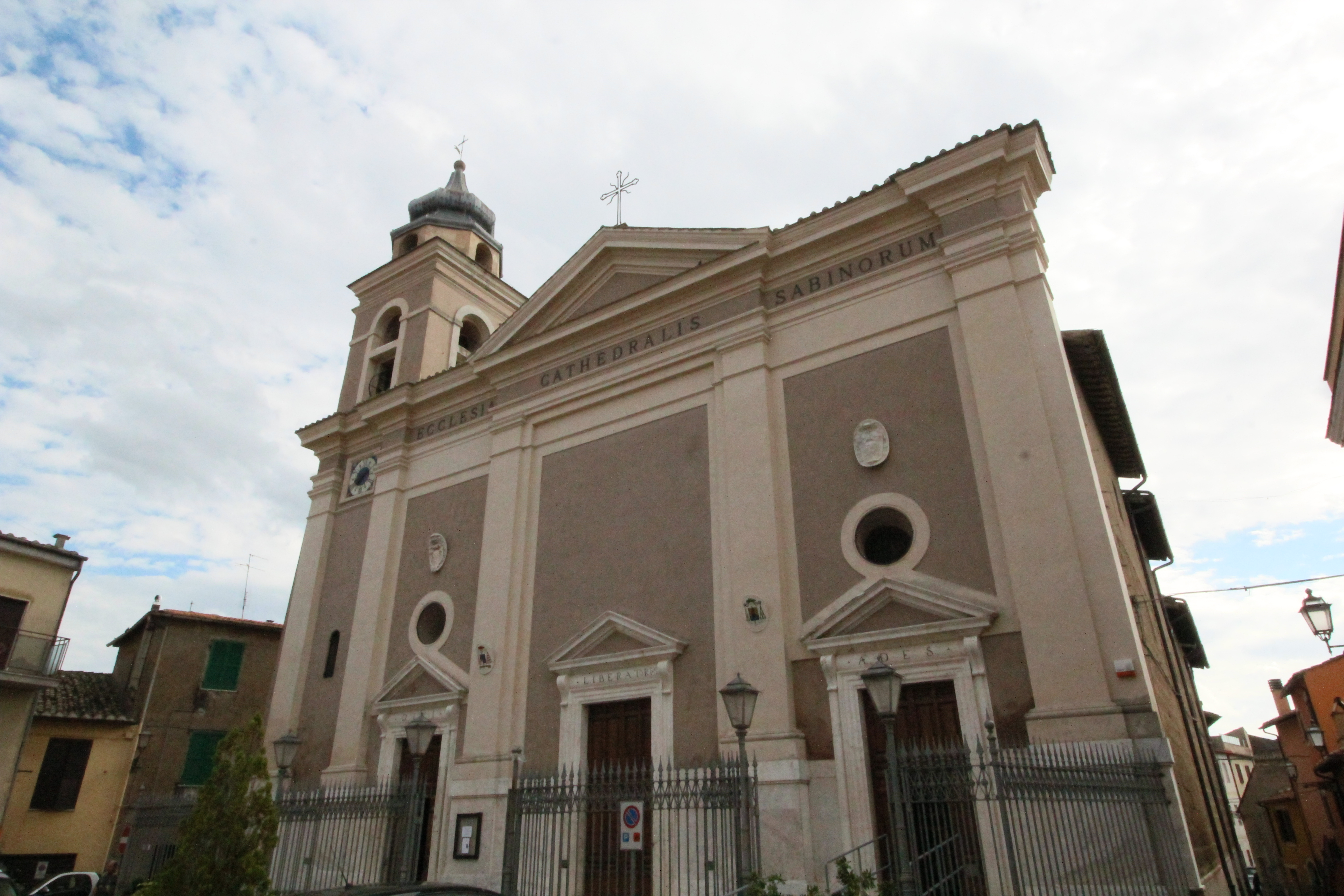
Concatedral de San Libertador, en Magliano Sabina

La diócesis tiene 918 km² y extiende su jurisdicción sobre los fieles católicos de rito latino residentes en parte de la región del Lacio:
- la provincia de Rieti, las comunas de Cantalupo in Sabina, Casaprota, Casperia, Castelnuovo di Farfa, Collevecchio, Cottanello, Fara in Sabina, Forano, Frasso Sabino, Magliano Sabina, Mompeo, Montasola, Montebuono, Montenero Sabino, Montopoli di Sabina, Poggio Catino, Poggio Mirteto, Poggio Moiano, Poggio Nativo, Poggio San Lorenzo, Roccantica, Salisano, Scandriglia, Selci, Stimigliano, Tarano, Toffia, Torri in Sabina[nota 2] y Torricella in Sabina; pertenecen a la diócesis también la fracción de Ginestra Sabina, en la comuna de Monteleone Sabino;[2]
- la ciudad metropolitana de Roma Capital, las comunas de Fonte Nuova, Mentana, Monteflavio, Montelibretti, Monterotondo, Montorio Romano, Moricone, Nerola y Palombara Sabina;
- la provincia de Terni, la fracción de Santa Maria della Neve, en la comuna de Calvi dell'Umbria.[2]

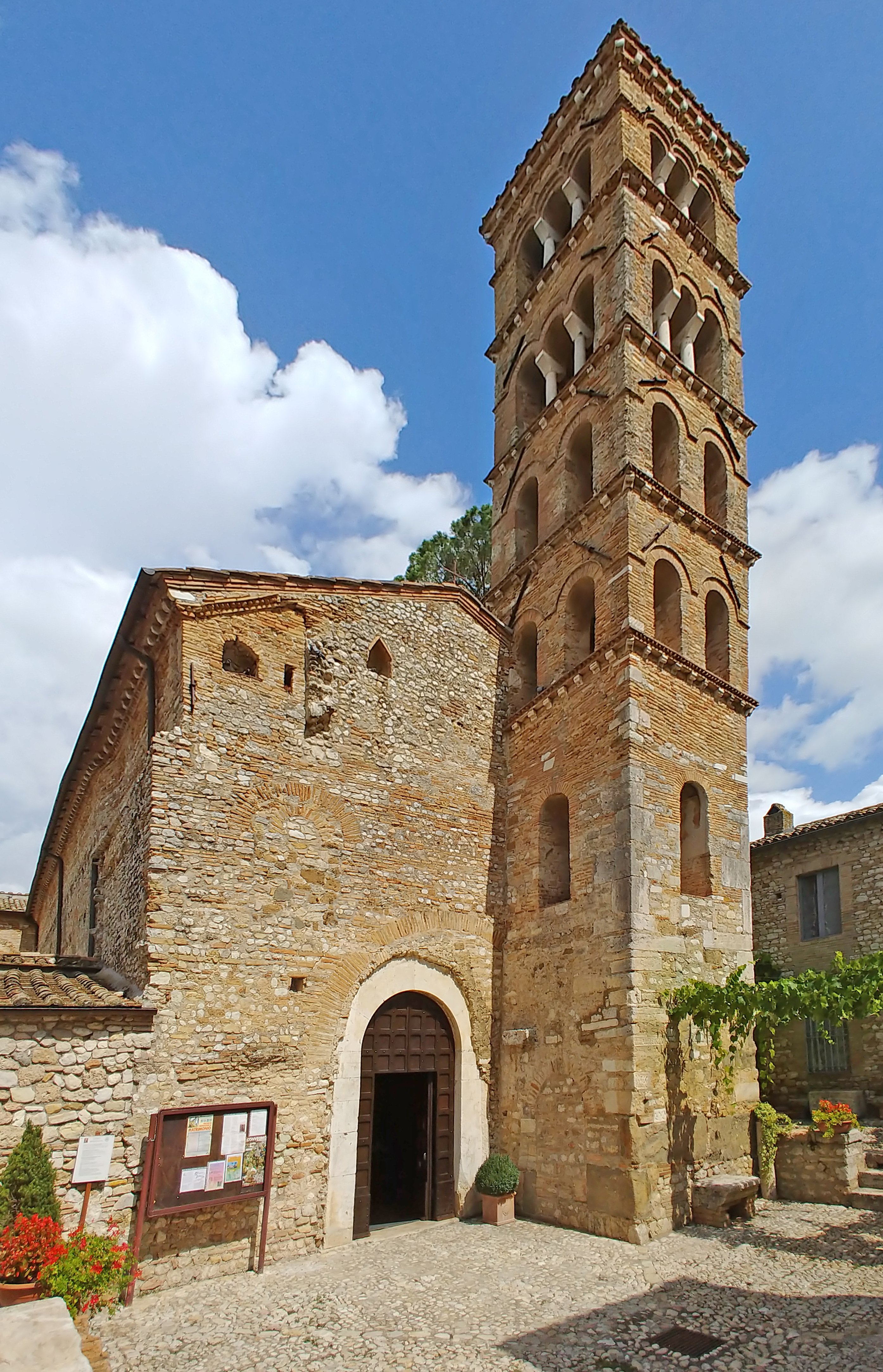
Excatedral de Santa María de la Alabanza, en Vescovio

La sede de la diócesis se encuentra en la ciudad de Poggio Mirteto, en donde se halla la Catedral de Santa María Asunta. En Magliano Sabina se halla la Concatedral de San Libertador y en la fracción de Vescovio de Torri in Sabina se encuentra la excatedral de Santa María de la Alabanza. El palacio episcopal de Magliano Sabina alberga, además de las oficinas de la curia, también el museo, la biblioteca diocesana, creada en 1990, y el archivo histórico diocesano, creado en 1999.

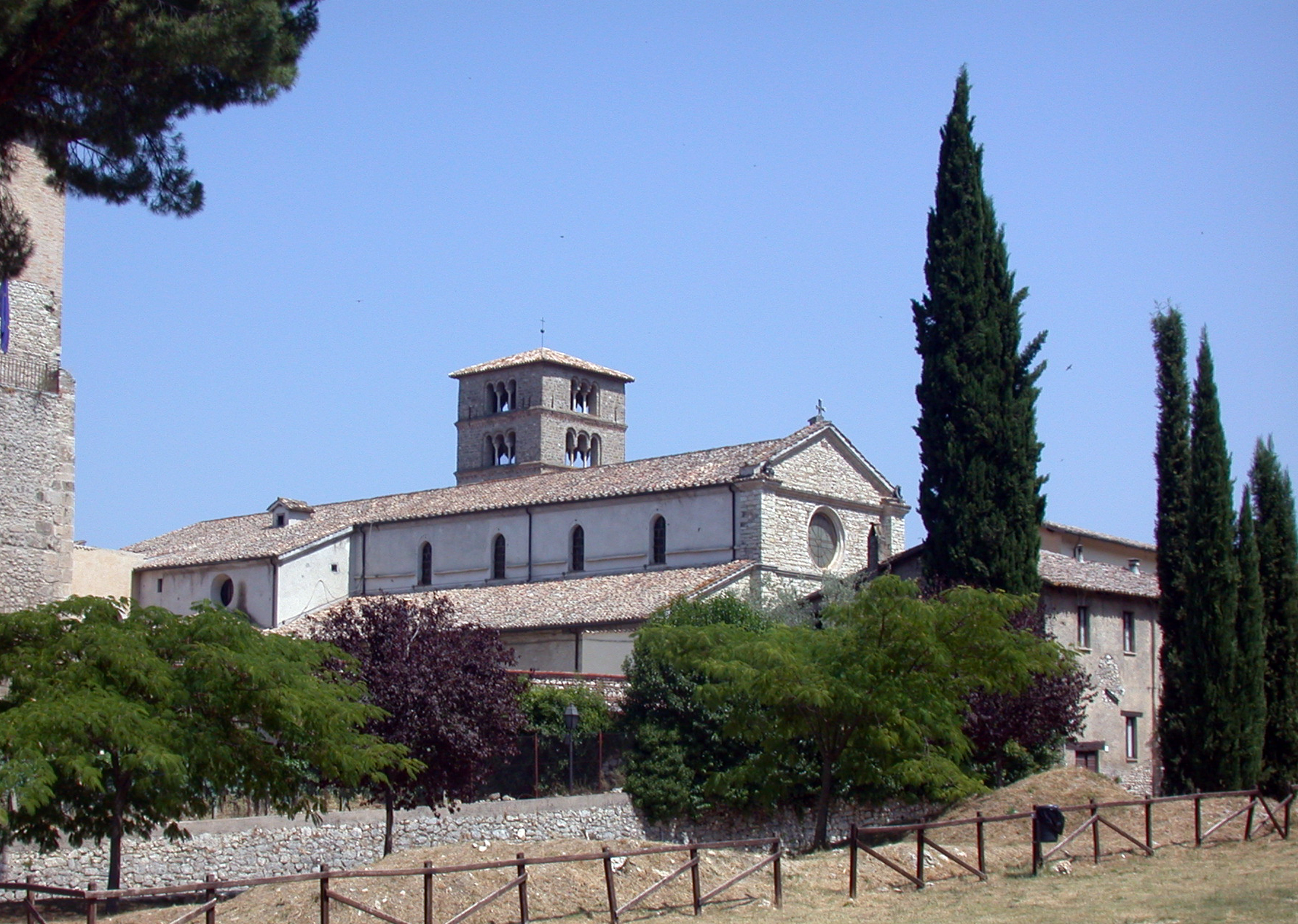
Abadía de Farfa

En 2022 en la diócesis existían 82 parroquias agrupadas en 4 vicarías: Monterotondo-Mentana-Fonte Nuova, Palombara Sabina, Martiri Sabini y Poggio Mirteto-Magliano.

## Historia
La diócesis actual nació en 1986 de la unión plena de dos sedes episcopales anteriores: la diócesis de Sabina, atestiguada desde el siglo V, sede de los cardenales; y la diócesis de Poggio Mirteto erigida en 1841.

### La diócesis de Sabina
La histórica región de Sabina tuvo, al menos desde el siglo V, tres antiguas diócesis: Forum Novum (Vescovio), Cures Sabini (Passo Corese) y Nomentum (Mentana). Curi, primitiva capital de Sabina y cuyo obispo tenía el título de episcopus Sabinensis, se unió hacia finales del siglo VI con Nomento, que a su vez se unió en la segunda mitad del siglo IX con Vescovio (Forum Novum), que se convirtió así en la única diócesis de Sabina. A partir de este momento los obispos llevaron el título de episcopi Sabinenses y el lugar donde residían tomó el nombre de Episcopium sabinense, de donde procede el actual topónimo de Vescovio, fracción de Torri en Sabina.
El primer testimonio histórico de la diócesis de Forum Novum se encuentra en el concilio romano convocado por el papa Hilario en 465, en el que participó el obispo Paolo. A partir de Giovanni I, que estuvo entre los padres del Concilio de Letrán de 649 querido por el papa Martín I para condenar la herejía monotelita, los obispos del Forum Novum asumieron el título de "obispos de Sabina".
Con la bula Convenit apostolico moderamine de mayo de 944, el papa Marino II confirmó al obispo Giovanni II todas las posesiones de su diócesis, estableciendo también sus fronteras, que llegaban hasta Roma en las puertas Pinciana y Salaria. La bula confirmó también la absorción definitiva de la diócesis de Nomento, probablemente ya suprimida desde hacía un siglo, y estableció la sede episcopal en la iglesia de Santa María Madre de Dios, hoy conocida como Santa María de la Alabanza, en Vescovio. La diócesis incluía un territorio muy extenso, que en la época romana pertenecía a dos regiones distintas, y más tarde a dos potestades diferentes, el ducado romano y el lombardo, cuyas fronteras hoy corresponden aproximadamente a las de las provincias de Rieti y Roma. Esta es "la razón por la cual el obispo de Sabina a veces firmaba Episcopus utriusque Sabinae".
Desde mediados del siglo XI los obispos de Sabina fueron mencionados en documentos contemporáneos como cardenales, pasando así a formar parte de ese grupo restringido de obispos (los "obispos suburbicari") que colaboraron estrechamente con los obispos de Roma y la Curia romana para la gestión de los asuntos más importantes de la Iglesia católica. Así, por ejemplo, Gregorio en 1078 fue enviado por el papa Gregorio VII como su legado ante el emperador Enrique IV. En 1086 Donizzone representó al papa en Mantua en el funeral de san Anselmo de Lucca; Conrado de Wittelsbach fue enviado legado apostólico a Siria a finales del siglo XII. De los casi 60 cardenales-obispos de Sabina con residencia en Vescovio, en el período comprendido entre el siglo XI y finales del XV, tres fueron elegidos pontífices: Corrado della Suburra con el nombre de Anastasio IV en 1153; Goffredo da Castiglione con el nombre de Celestino IV en 1241; y Gui Foucois con el nombre de Clemente IV en 1265.
Debido al declive del pueblo de Vescovio, se hizo necesario trasladar el obispado a un lugar más adecuado. Así, el 18 de septiembre de 1495 con la bula Sacrosancta Romana ecclesia, el papa Alejandro VI transfirió la sede episcopal de Vescovio a Magliano Sabina ya que, como dice la bula, la antigua sede «in loco campestri Desert et a nemine habitato est constituta». La iglesia de San Libertador fue erigida como nueva catedral.
Es gracias al cardenal obispo Gabriele Paleotti (1591-1597) que se comprometió en la aplicación de los decretos de reforma establecidos en el Concilio de Trento en la diócesis sabina: celebró algunos sínodos, implementó la visita pastoral de la diócesis y erigió el seminario episcopal de Magliano para la formación de clérigos. Scipione Caffarelli-Borghese (1629-1633) obtuvo del papa Urbano VIII un obispo auxiliar para la diócesis sabina; a partir de este momento, los auxiliares organizarán y gestionarán eficazmente la pastoral ordinaria de la diócesis. Niccolò Albergati-Ludovisi (1677-1681) trabajó en particular por la reforma de las costumbres del clero diocesano y regular y por una mayor vitalidad del seminario episcopal.
En 1841, con ocasión de la fundación de la diócesis de Poggio Mirteto, se revisaron simultáneamente los límites de la diócesis sabina con las vecinas. Su territorio se redujo significativamente con el traslado de 21 centros a la nueva diócesis de Poggio Mirteto, otros 4 pasaron a la diócesis de Narni y 4 a la diócesis de Tívoli. La misma bula unió las localidades de Farfa, Fara y Toffia, que anteriormente pertenecían a la abadía nullius de Farfa, al territorio de la sede suburbicaria y concedió el título de "abades de Farfa" a los cardenales obispos de Sabina. Estos cambios y sobre todo la erección de la diócesis de Poggio Mirteto tuvieron un impacto decisivo en la configuración territorial de la sede sabina; de hecho, la nueva diócesis dividió la sede suburbicaria en dos partes no contiguas, la parte sur en la provincia de Roma y la parte norte en la provincia de Rieti.

### La diócesis de Poggio Mirteto
La diócesis tiene su origen en dos antiguas abadías benedictinas presentes en el territorio sabino: la abadía de Farfa y la abadía de San Salvatore Maggiore. La abadía de Farfa se remonta a la antigüedad; según un privilegio del papa Juan VII (705-707) fue fundada por Lorenzo, obispo de Sabina, en una época no especificada del siglo VI. En el siglo XVII obtuvo la exención de la jurisdicción de los obispos sabinos, convirtiéndose en abadía nullius dioecesis, con el breve Pastoralis muneris del papa Urbano VIII del 18 de noviembre de 1627, confirmada con breves posteriores de 1628 y 1632. Sin embargo, ya anteriormente los abades comendatarios se comportaban de facto como obispos ordinarios; prueba de ello, por ejemplo, son los sínodos celebrados por los cardenales comendadores Alessandro Farnese en 1581 y Alessandro Peretti en 1604. La abadía de San Salvatore Maggiore, construida hacia 735, fue suprimida por Urbano VIII el 12 de septiembre de 1629, uniéndola a la de Farfa. La abadía siguió siendo la sede del seminario abacial hasta el siglo XIX.
La diócesis de Poggio Mirteto fue erigida el 25 de noviembre de 1841 con la bula Studium quo impense affimur del papa Gregorio XVI. El territorio, que incluía 45 parroquias, estaba compuesto por 15 localidades ya sometidas a la jurisdicción de los abades nullius de Farfa y San Salvatore Maggiore; además, a la nueva diócesis se anexaron 21 centros, tomados de la sede suburbicaria de Sabina, y de Torricella en Sabina, que anteriormente había pertenecido a la diócesis de Rieti. Desde el punto de vista territorial, la diócesis estaba compuesta por dos entidades no contiguas entre sí, con un exclave dentro de la diócesis de Rieti. A los obispos de Poggio Mirteto se les concedió el título de "abades de San Salvatore Maggiore".
La sede de la nueva diócesis pasó a ser la ciudad de Poggio Mirteto, también conocida como Mandela (de ahí el título eclesiástico de la diócesis Mandelensis), en la que se erigió como catedral la iglesia de Santa María Asunta. Nicola Crispigni de Viterbo fue nombrado primer obispo, seguido por otros siete prelados hasta 1924. Como diócesis independiente, la de Poggio Mirteto tuvo una corta vida de sólo 84 años.

### Las sedes unidas
La división de la sede suburbicaria en dos partes no contiguas fue una de las razones que impuso una nueva revisión del territorio eclesiástico de Sabina y condujo a la unión de las dos diócesis, con el nombre de Sabina y Poggio Mirteto, establecida el 3 de junio de 1925 con la bula Suburbicariae Sabinae del papa Pío XI. Sin embargo, Poggio Mirteto mantuvo su catedral y el cabildo de canónigos. El mismo día, con la bula In altis Sabinae montibus, Poggio Mirteto perdió el enclave en el territorio de Rieti, correspondiente a siete parroquias que habían formado parte de la antigua abadía territorial de San Salvatore Maggiore, en beneficio de la diócesis. de Rieti, cuyos obispos asumieron también el título de abades de San Salvatore Maggiore.
Con la reforma de las sedes suburbicarias deseada por el papa Juan XXIII el 11 de abril de 1962 mediante el motu proprio Suburbicariis sedibus, los cardenales de Sabina y Poggio Mirteto se quedaron únicamente con el título de sede suburbicaria, mientras que el gobierno pastoral de la diócesis fue confiado a un obispo residencial de pleno derecho. Esta disposición entró en vigor con el nombramiento, el 23 de mayo siguiente, de Marco Caliaro, primer obispo no cardenal de Sabina y Poggio Mirteto.
El 30 de septiembre de 1986 las dos sedes de Sabina y Poggio Mirteto se unieron con la fórmula plena unione y el nuevo distrito eclesiástico surgido de la unión tomó su nombre actual. Al mismo tiempo, la iglesia de la Asunta en Poggio Mirteto se convirtió en catedral de la diócesis, mientras que la antigua catedral de Magliano fue degradada a concatedral. Esta decisión se vio favorecida por la mayor centralidad de Poggio Mirteto respecto a Magliano en el contexto del territorio diocesano.

## Estadísticas
Según el Anuario Pontificio 2023 la diócesis tenía a fines de 2022 un total de 178 600 fieles bautizados.
| Año                                                                             | Población            | Población | Población      | Sacerdotes | Sacerdotes    | Sacerdotes    | Bautizados por sacerdote | Diáconos permanentes | Religiosos | Religiosos | Parroquias |
| Año                                                                             | Bautizados católicos | Total     | % de católicos | Total      | Clero secular | Clero regular | Bautizados por sacerdote | Diáconos permanentes | Varones    | Mujeres    | Parroquias |
| ------------------------------------------------------------------------------- | -------------------- | --------- | -------------- | ---------- | ------------- | ------------- | ------------------------ | -------------------- | ---------- | ---------- | ---------- |
| 1950                                                                            | 85 502               | 86 647    | 98.7           | 110        | 79            | 31            | 777                      |                      | 61         | 229        | 71         |
| 1970                                                                            | 106 649              | 106 985   | 99.7           | 162        | 133           | 29            | 658                      |                      | 34         | 321        | 77         |
| 1980                                                                            | 116 724              | 117 586   | 99.3           | 122        | 97            | 25            | 956                      | 1                    | 37         | 240        | 78         |
| 1990                                                                            | 132 884              | 134 486   | 98.8           | 126        | 90            | 36            | 1054                     |                      | 40         | 190        | 82         |
| 1999                                                                            | 144 192              | 146 281   | 98.6           | 136        | 103           | 33            | 1060                     | 2                    | 38         | 202        | 82         |
| 2000                                                                            | 144 192              | 146 281   | 98.6           | 93         | 60            | 33            | 1550                     | 1                    | 37         | 202        | 82         |
| 2001                                                                            | 161 052              | 164 052   | 98.2           | 115        | 82            | 33            | 1400                     | 6                    | 46         | 192        | 82         |
| 2003                                                                            | 161 052              | 164 052   | 98.2           | 101        | 80            | 21            | 1594                     | 6                    | 27         | 164        | 82         |
| 2004                                                                            | 162 385              | 165 385   | 98.2           | 114        | 78            | 36            | 1424                     | 6                    | 51         | 161        | 82         |
| 2010                                                                            | 175 808              | 187 351   | 93.8           | 109        | 77            | 32            | 1612                     | 6                    | 45         | 189        | 82         |
| 2014                                                                            | 182 478              | 196 954   | 92.7           | 106        | 77            | 29            | 1721                     | 7                    | 33         | 153        | 82         |
| 2017                                                                            | 178 718              | 203 100   | 88.0           | 110        | 81            | 29            | 1624                     | 9                    | 33         | 143        | 83         |
| 2020                                                                            | 180 730              | 203 000   | 89.0           | 109        | 85            | 24            | 1658                     | 8                    | 25         | 136        | 83         |
| 2022                                                                            | 178 600              | 200 570   | 89.0           | 105        | 83            | 22            | 1700                     | 7                    | 26         | 133        | 82         |
| Fuente: Catholic-Hierarchy, que a su vez toma los datos del Anuario Pontificio. |                      |           |                |            |               |               |                          |                      |            |            |            |